# (27838) 1994 PU20
A (27838) 1994 PU20 a Naprendszer kisbolygóövében található aszteroida. Eric Walter Elst fedezte fel 1994. augusztus 12-én.